# Lev Genadijevič Voronin
Lev Genadijevič Voronin (rusko Лев Геннадиевич Воронин), ruski rokometaš, * 8. junij 1971.
Leta 2000 je na poletnih olimpijskih igrah v Sydneyju v sestavi ruske reprezentance osvojil zlato olimpijsko medaljo.